# Коста Јовановић (књижар)
Коста Јовановић (Шабац, 20. јун 1838 — Београд, 23. октобар 1923) био је српски књижар. Везује се за књижарство нишког краја.

## Биографија
Коста Јовановић је у Шапцу провео детињство, где је завршио основну школу и шест разреда гимназије. Као младић путовао је у Београд у трговину браће Стерије и Фича Молеровића. Напослетку Коста отвара своју мануфактурну радњу у Шапцу. После извесног времена прелази са својом радњом у Београд, где директно тргује цариградском робом. Коста је често и сам, преко Ниша, ишао за Цариград.
За време бомбардовања Београда од стране Турака 1862. године, Коста је учествовао у борби против непријатеља, пуцајући са прозора Митрополије на турске војнике на Калемегдану, због чега је између осталог сматран и великим патриотом.
У то време његово образовање није остало незапажено. Убрзо по ослобођењу Ниша од Турака 1878. године, на предлог тадашњег министра правде Димитрија Матића, упућен је у Ниш у новоотворени Казнени завод за рачуновођу. На положају чиновника управе Казненог завода провео је неколико година, и потом остаје да живи у Нишу.
После смрти Душана Валожића 1889. године, Коста преузима његову добро разрађеу књижару и држи је све до балканских ратова. Књижару су пуних 20 година посећивале све нишке школске генерације.
С најавом Првог балканског рата 1912. године и услед старости, Коста је био приморан да се повуче у тих и миран живот. Пошто није успео да прода књижару, део материјала је продао на ситно, а остатак понео својој кући да би касније 1915. године бугарски војници све спалили. Коста је 1918. у Нишу дочекао ослобођење Србије, где је остао до јула 1919. године. Након тога се сели у Београд, где је напослетку и умро.
Коста је у Нишу живео пуне 42 године, веома уважаван и цењен од стране својих суграђана.